# Lü Gang
Lü Gang (呂剛S, Lǚ GāngP; Shenyang, 24 maggio 1977) è un ex calciatore cinese, di ruolo centrocampista.